# Dendrophidion nuchale
Dendrophidion nuchale — вид змій родини полозових (Colubridae). Ендемік Венесуели.

## Поширення і екологія
Dendrophidion nuchale мешкають в горах Сьєрра-де-Періха на північному заході Венесуели, та в горах Прибережного хребта на півночі країни. Вони живуть у первинних вологих тропічних лісах в перегір'ях. Зустрічаються на висоті від 100 до 1500 м над рівнем моря. Живляться амфібіями, відкладають яйця.